# 丘比特 (小行星)
(763) 丘比特
丘比特星（英語：763 Cupido）是位於主帶，屬於花神星族的小行星。1913年9月25日，弗朗茲·凱撒在海德堡描述了此天體。
該小行星以羅馬神話中的愛神邱比特命名。

## 外部連結
- Discovery Circumstances: Numbered Minor Planets（页面存档备份，存于）

| 前一小行星： 762 Pulcova | 小行星列表 | 後一小行星： 764 Gedania |